# Tonsilla eburniformis
Tonsilla eburniformis là một loài nhện trong họ Amaurobiidae.
Loài này thuộc chi Tonsilla. Tonsilla eburniformis được Jia-Fu Wang & Chang-Min Yin miêu tả năm 1992.